# گای، ارمنستان
گای (به ارمنی: Գայ) یک روستا در ارمنستان است که در استان آرماویر واقع شده‌است. گای در ۳۹ کیلومتری جنوب شرق آرماویر، مرکز استان آرماویر واقع شده‌است.

## خصوصیات
گای ۳٬۵۹۴ نفر جمعیت دارد و در ارتفاع ۸۳۴ متر بالاتر از سطح دریا قرار گرفته‌است.
| سال   | ۱۸۳۱ | ۱۸۹۷ | ۱۹۲۶ | ۱۹۳۹ | ۱۹۵۹ | ۱۹۷۰ | ۱۹۷۹ | ۲۰۰۱ | ۲۰۰۴ |
| جمعیت | ۸۷۰  | ۳۰۱  | ۳۵۴  | ۳۹۵  | ۵۹۶  | ۲۵۴۱ | ۲۷۰۵ | ۳۴۷۰ | ۳۶۶۲ |